# Eudontosyllis aciculata
Eudontosyllis aciculata är en ringmaskart som beskrevs av Knox 1960. Eudontosyllis aciculata ingår i släktet Eudontosyllis och familjen Syllidae. Inga underarter finns listade i Catalogue of Life.